# ブリティッシュコロンビア・プレミア・ベースボール・リーグ
ブリティッシュコロンビア・プレミア・ベースボール・リーグ（British Columbia Premier Baseball League）は、カナダ連邦ブリティッシュコロンビア州の13チームで構成される学生野球リーグ（アマチュアリーグ）。通称BCPBL。

## 概要
カナダ・ブリティッシュコロンビア州の高校には野球部が存在しない。そのため、本格的に野球をプレーする若者は地域のチームに所属することになる。レベルに応じて幾つかのリーグが存在し、自分のレベルに合ったリーグを選んで参加するのが一般的な形態である。ブリティッシュコロンビア州で最もレベルの高いリーグがブリティッシュコロンビア・プレミア・ベースボール・リーグ（BCPBL）である。
カナダ全体でも、高校世代の野球はブリティッシュコロンビア州が最も高いレベルを誇っており、MLBへの選手の供給源となっている。リーグ発足後の16年間の内10年は、最も高順位で指名されたカナダ人選手はブリティッシュコロンビア州の出身である。

## 歴史
1995年に「アイランド・プレミア・ベースボール・リーグ」の名前で発足。当初の加盟チーム数は5チームであり、全てバンクーバー島内のチームだった。ただし、当初からロウアーメインランド（Lower Mainland）に本拠地を置くチームともエキシビジョンとして試合を行っていた。1999年以降、数度にわたるエクスパンション（球団拡張）を経て現在に至る。2001年にはリーグ名を現在の「ブリティッシュコロンビア・プレミア・ベースボール・リーグ」に改めている。
2002年のMLBドラフトでは、1巡目の10位以内にBCPBLからアダム・ローウェン（全体4位、ボルチモア・オリオールズ）とジェフ・フランシス（全体9位、コロラド・ロッキーズ）の2人が指名された。

## チーム
| チーム                         | 英名                  | 設立年 | 本拠地                   |
| ------------------------------ | --------------------- | ------ | ------------------------ |
| アボッツフォード・カージナルス | Abbotsford Cardinals  | 1998   | アボッツフォード         |
| コキットラム・レッズ           | Chico Outlaws         | 1977   | コキットラム             |
| フレーザーバレー・チーフス     | Fraser Valley Chiefs  | 2000   | サレー                   |
| オカナガン・アスレチックス     | Okanagan Athletics    | 2004   | ケロウナ                 |
| ラングリー・ブレイズ           | Langley Blaze         | 1999   | ラングリー               |
| ナナイモ・パイレーツ           | Nanaimo Pirates       | 1995   | ナナイモ                 |
| ノースデルタ・ブルージェイズ   | North Delta Blue Jays | 1995   | デルタ                   |
| ノースショア・ツインズ         | North Shore Twins     | 1999   | ノースバンクーバー       |
| パークスビル・ロイヤルズ       | Parksville Royals     | 1995   | パークスビル             |
| バンクーバー・キャノンズ       | Vancouver Cannons     | 2009   | ニューウエストミンスター |
| ビクトリア・イーグルス         | Victoria Eagles       | 2010   | ビクトリア               |
| ビクトリア・マリナーズ         | Victoria Mariners     | 1995   | ビクトリア               |
| ホワイトロック・トリトンズ     | White Rock Tritons    | 1993   | サレー                   |

## 主な出身者[4]
- ジャスティン・モルノー（ノースデルタ・ブルージェイズ出身）
- ライアン・デンプスター（ノースショア・ツインズ出身）
- ジェフ・フランシス（ノースデルタ・ブルージェイズ出身）
- リッチ・ハーデン（ビクトリア・マリナーズ出身）
- アダム・ローウェン（フレーザーバレー・チーフス出身）
- アーロン・マイエット
- スコット・マシソン（ラングリー・ブレイズ出身）
- マイケル・ソーンダース（ビクトリア・マリナーズ出身）
- ブレット・ロウリー（ラングリー・ブレイズ出身）
- レーン・トソニ（コキットラム・レッズ出身）
- テイラー・グリーン（パークスビル・ロイヤルズ出身）
- タイラー・オニール（ラングリー・ブレイズ出身）
- ラリー・ウォーカー（コキットラム・レッズ出身）